# Convento de San José (Brihuega)
El convento de San José en Brihuega (Guadalajara, España) es un convento de franciscanos de San José fundado por Juan de Molina hacia 1619 en unos edificios anejos a la muralla, en el prado de Santa María.
Lo habitaron frailes de la llamada «Reforma de la Orden del Carmelo» hecha por San Pedro de Alcántara y vivieron en él varones de probada santidad y muchas letras. En su edificio se instaló en 1835 el hospital de la villa, fue cárcel en sus bajos, colegio y escuela taller, en la actualidad sala de exposiciones y un museo de miniaturas de la colección de Juan Elegido Millán.